# Tipping the Velvet
Tipping the Velvet is een BBC televisieminiserie uit 2002 naar het gelijknamige boek van Sarah Waters uit 1998. Dit kostuumdrama speelt zich af in victoriaans Londen en volgt Nan Astley (gespeeld door Rachael Stirling) in haar groei tot volwassenheid. De serie werd december 2005 in Nederland uitgezonden door de AVRO en maart 2006 in België door Canvas.

## Verhaal

### Deel 1
Nan Astley werkt in het Engelse kustplaatje Whitstable in een oesterrestaurant. Bij een bezoek aan het variététheater raakt ze onder de indruk van Kitty Butler (gespeeld door Keeley Hawes), een vrouw die daar als man optreedt. Ze kan Kitty niet uit haar hoofd zetten en gaat iedere avond naar het theater om haar te zien. Uiteindelijk maken ze kennis en gaat Nan als Kitty’s kleedster werken. Nan volgt Kitty naar Londen en daar ontstaat het idee van een dubbele travestie act, Kitty Butler & Nan King, wat een daverend succes wordt. Nan en Kitty krijgen een relatie, maar Kitty wil niet dat dat bekend wordt. Als zij besluit tot een verstandshuwelijk met haar impresario, is Nan onthutst en verlaat haar.

### Deel 2
Nan merkt al snel dat het niet eenvoudig is om als vrouw alleen ongestoord over straat te lopen en kleedt zich daarom in de herenkostuums die ze bij haar vlucht heeft meegenomen. Zo komt ze erachter dat ze als jongenshoer makkelijk geld kan verdienen. Op een avond wordt ze opgepikt door Diana Lethaby (gespeeld door Anna Chancellor), een rijke weduwe die door heeft dat Nan een vrouw is en haar graag als haar persoonlijke hoer in huis wil hebben. Nan brengt twee jaar door in de lesbische kringen van de upperclass, waar Diana met haar pronkt. Nan wordt op straat gezet als ze in bed wordt aangetroffen met een van de dienstmeisjes.

### Deel 3
Nan gaat op zoek naar Florence Banner (gespeeld door Jodhi May), een sociaal werkster waar ze een oogje op had voordat ze bij Diana ging wonen. Nan trekt als huishoudster en kinderoppas in bij Florence en haar broer Ralph, die zich beiden volledig inzetten voor de verbreiding van het socialisme. Nan wordt herontdekt en gaat weer als Nan King de planken op. Net als Nan geluk heeft gevonden met Florence, duikt Kitty weer op die haar vraagt bij haar terug te komen.

## Trivia
- In de miniserie worden door Hawes en Stirling verschillende variéténummers gezongen. Sommige zijn special voor de verfilming geschreven, andere zijn ontleend aan oorspronkelijk revuerepertoire. Het nummer Following in Father’s Footsteps werd gezongen door Vesta Tilley, een ‘drag king’ die aan het eind van de negentiende eeuw in de Londense theaters optrad.
- In mei 2003 werd de serie voor het eerst in de Verenigde Staten uitgezonden. Er was veel kritiek op het feit dat BBC America bijna een uur uit de oorspronkelijke productie wegsneed, enerzijds om het in de programmering te laten passen en anderzijds om het te kuisen voor het preutser geachte Amerikaanse publiek.